# バシー海峡
座標: 北緯21° 東経121° / 北緯21度 東経121度
バシー海峡（バシーかいきょう、英語: Bashi Channel）は、中華民国台湾島南東の蘭嶼（蘭島）に隣接する小蘭嶼（小蘭島）と、フィリピン領バタン諸島（バシー諸島）最北のマヴディス島との間にある海峡を指す。海峡の幅は約100キロメートル。海峡のすぐ東側を黒潮が北流し、その流速は2から3ノットほどである。海峡中間付近の水深は1500メートル以上は優にある。
バタン諸島とバブヤン諸島の間にあるバリンタン海峡は隣接するものの、バシー海峡とは別の海峡である。バシー海峡、バリンタン海峡およびバブヤン海峡の三海峡を併せてルソン海峡と呼ぶ。

## 概要
太平洋（フィリピン海）と南シナ海を結ぶ交通の要所で、国際通信海底ケーブルが存在し、軍事的にも重要である。中国にとっては南シナ海から太平洋へ出ていく第二列島線の入口、また日本にとっては輸入依存度の高い天然資源の輸送経路として極めて重要であり、バシー海峡を軸としたシーレーン防衛が20世紀中頃以来叫ばれ続けている。
太平洋戦争時にはヒ船団やミ船団等の石油輸送船団、フィリピンへの増援輸送船団など、日本の重要輸送船団が多く航行していたことから、アメリカ海軍によって「コンボイ・カレッジ」（英語: Convoy College；船団大学）とあだ名され、潜水艦部隊の格好の作戦場と見なされた。そのため、戦争後半にはアメリカ海軍の潜水艦が多数配置されて通商破壊に従事し、多くの日本輸送船を沈めたことから「輸送船の墓場」と呼ばれた。
現代においては、中国の人民解放軍（海軍・空軍）の艦艇や航空機が頻繁に通過して、軍事演習などを行っている。